# Elie van Rijckevorsel
Elie van Rijckevorsel (Rotterdam, 22 maart 1845 — aldaar, 18 oktober 1928) was een Nederlands natuurkundige, meteoroloog, ontdekkingsreiziger, miljonair en verzamelaar. Hij was in 1911 de oprichter van de Erasmusstichting Rotterdam, "ter bevordering van onderwijs, kunsten en wetenschappen in Rotterdam".

## Leven en werk
Elie van Rijckevorsel, uit het Nederlands patricisch geslacht Van Rijckevorsel, was de enige zoon van de Rotterdamse reder Huibert van Rijckevorsel (1813-1866) en Elisa Schmidt (1821-1893), die de volwassen leeftijd bereikte.

Van Rijckevorsel studeerde aan de Polytechnische School in Zürich, en vervolgens aan de Rijksuniversiteit Utrecht. Daar promoveerde hij in 1872 bij Buys Ballot op het proefschrift Over de methoden tot het bepalen van den geleidingscoëfficiënt voor warmte in metalen. Het jaar daarop vertrok hij naar Nederlands-Indië en Brazilië voor meteorologische waarnemingen. Het materiaal dat Van Rijckevorsel in Indonesië verzamelde vormde de basis voor de collectie van het Museum voor Land- en Volkenkunde. Ook aan Museum Boijmans schonk Van Rijckevorsel diverse kunstvoorwerpen, onder meer antiek glaswerk, porselein en bergkristal. Van Rijckevorsel zat tussen 1886 en 1904 voor de liberalen in de Rotterdamse gemeenteraad. Daar ijverde hij voor het openbaar onderwijs. In het algemeen droeg hij de "volksverheffing" een warm hart toe: zo doneerde hij een groot bedrag voor een nieuw gebouw van de Gemeentebibliotheek Rotterdam.
Van Rijckevorsel kwam uit een vermogende familie, en door enkele erfenissen was hij miljonair. Met zijn vrouw Elisabeth Jacoba Kolff (1852-1935) had hij geen kinderen. Na zijn dood in 1928 en die van zijn vrouw zeven jaar later werd hun kapitaal ondergebracht bij de Erasmusstichting Rotterdam. Van Rijckevorsel had deze stichting in 1911 zelf opgericht, "ter bevordering van onderwijs, kunsten en wetenschappen in Rotterdam". In 1985 werd de dr. Elie van Rijckevorsel-leerstoel voor cultuurgeschiedenis in het leven geroepen, die wordt gefaciliteerd door de Erasmus Universiteit.
Van Rijckevorsel was een bescheiden man, die wars was van publiciteit. Hij voelde zich niet aangetrokken tot het bedrijfsleven, waar zijn familie excelleerde. In plaats daarvan koos hij voor een maatschappelijke rol, en daarin heeft hij een belangrijke betekenis gehad.

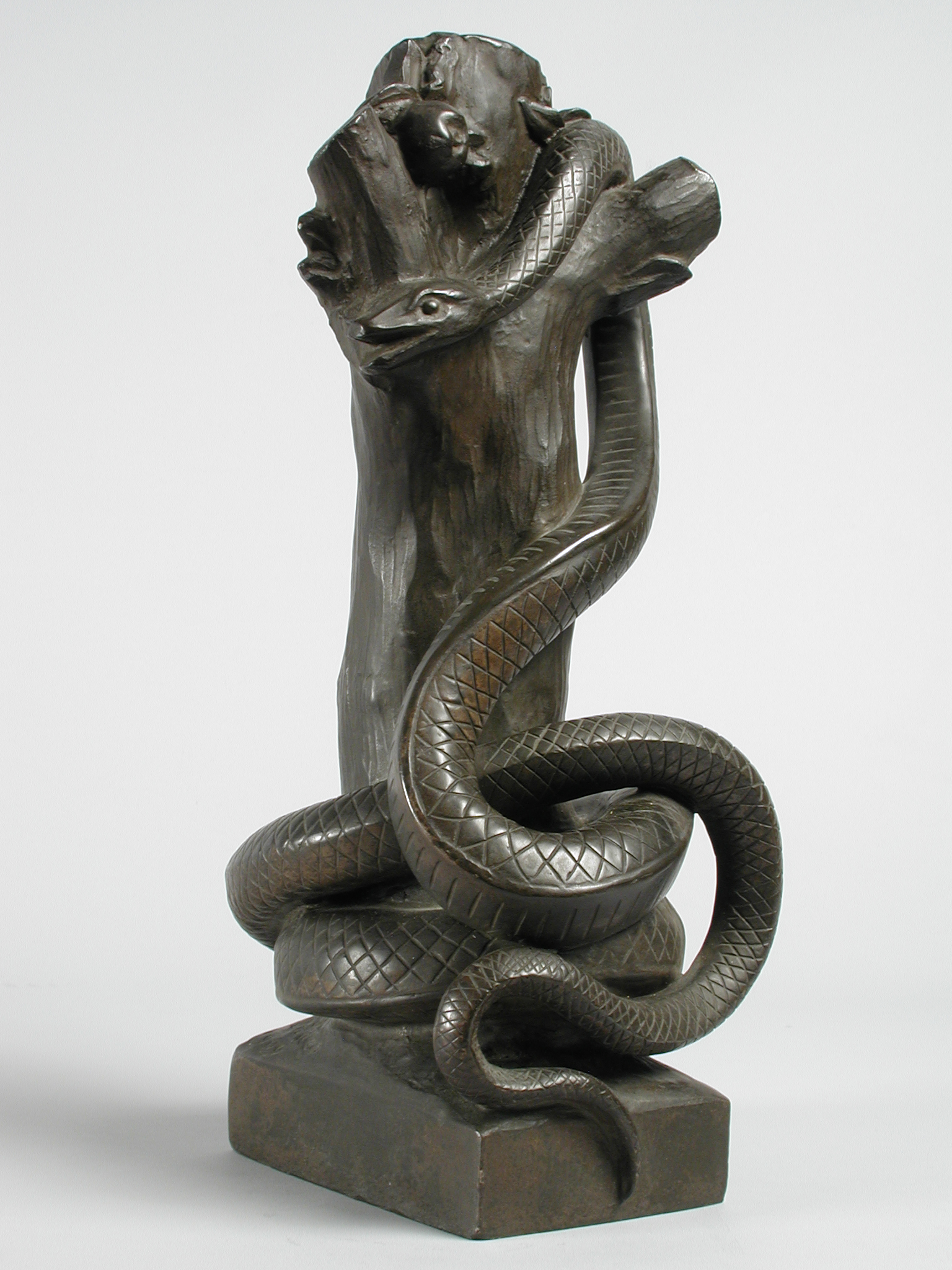
Slang door Pier Pander (Van Rijckevorsel-collectie)
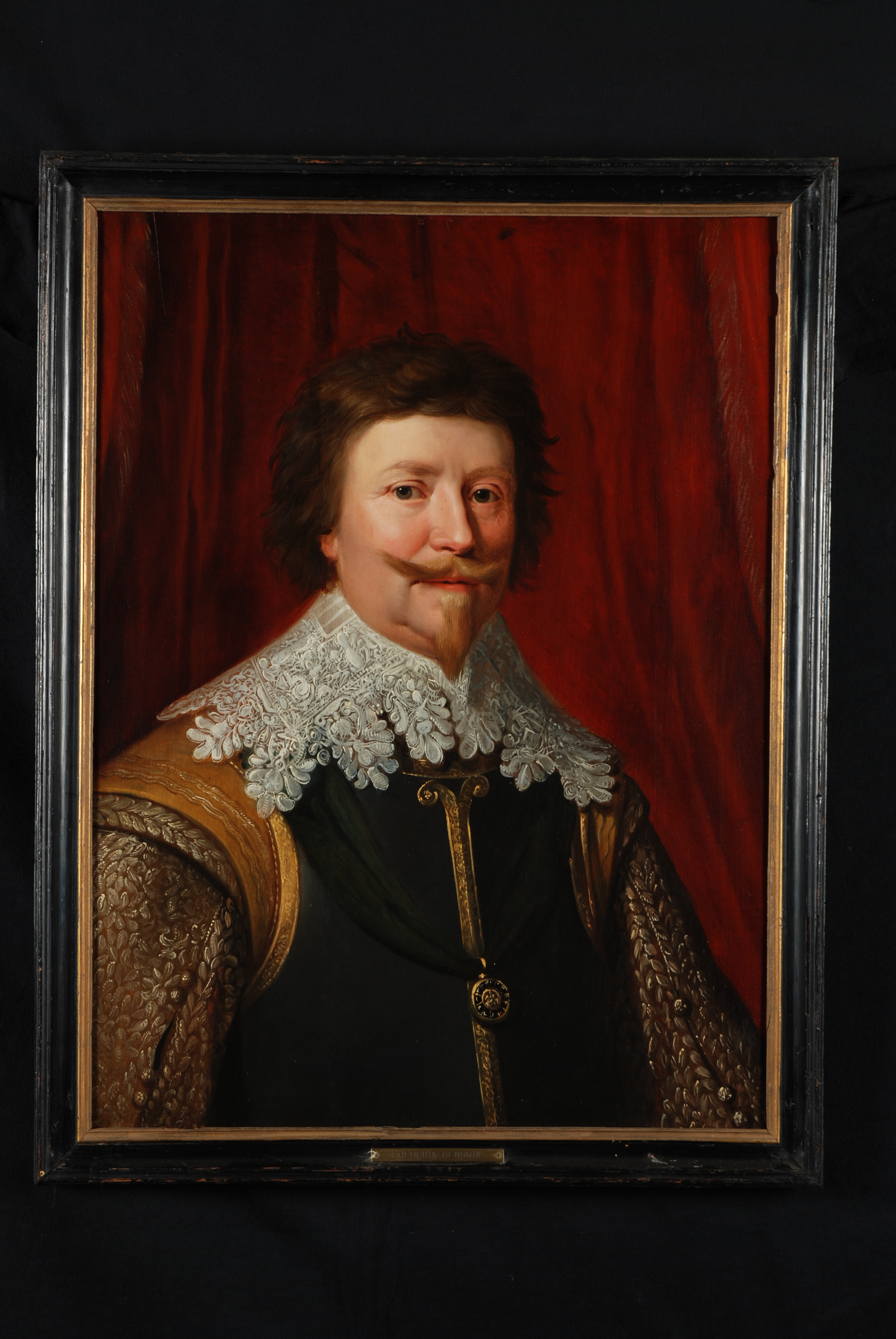
Portret van Frederik Hendrik (Van Rijckevorsel-collectie)
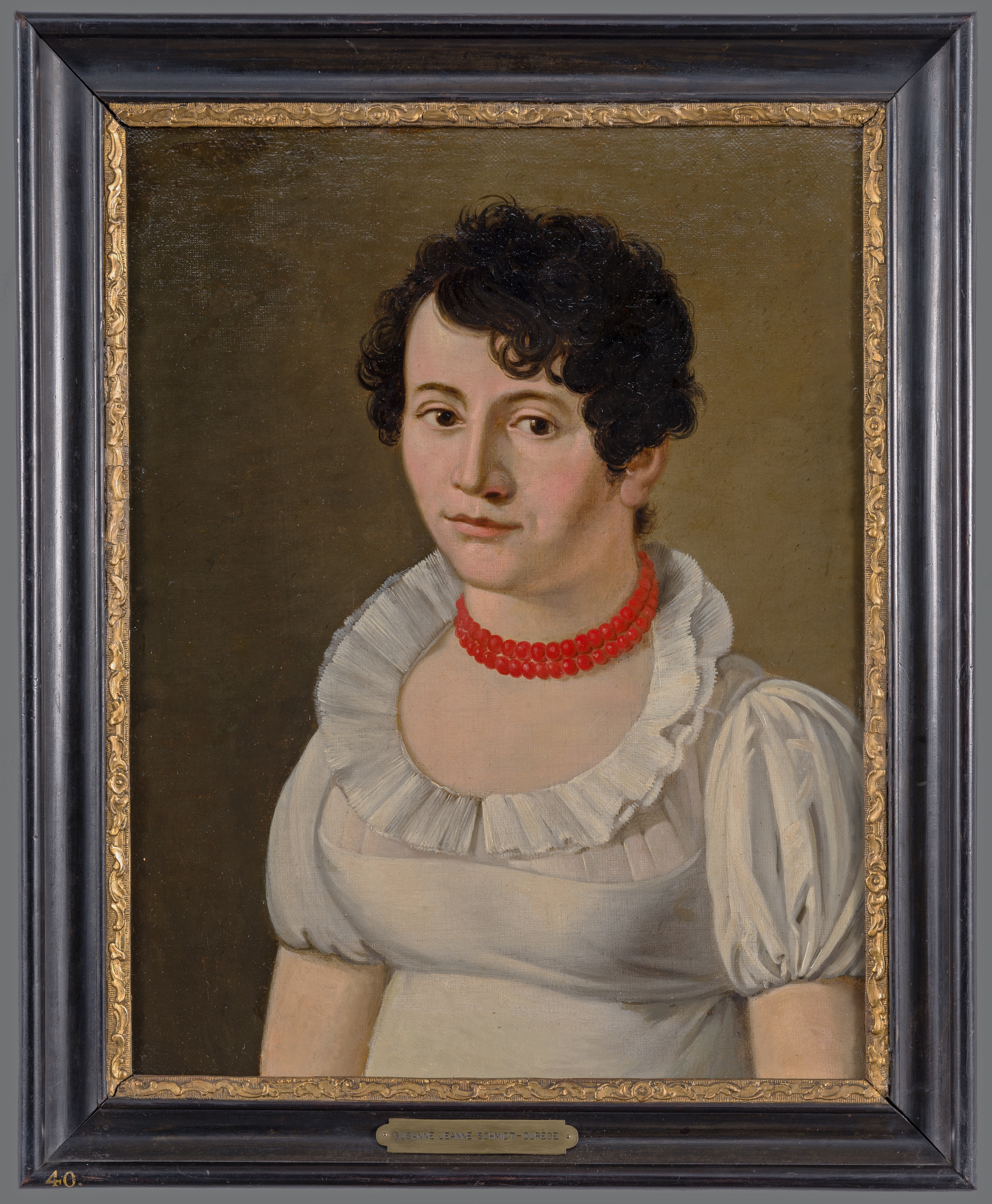
Portret van Susanna Jeanne Schmidt-Durège (Van Rijckevorsel-collectie)
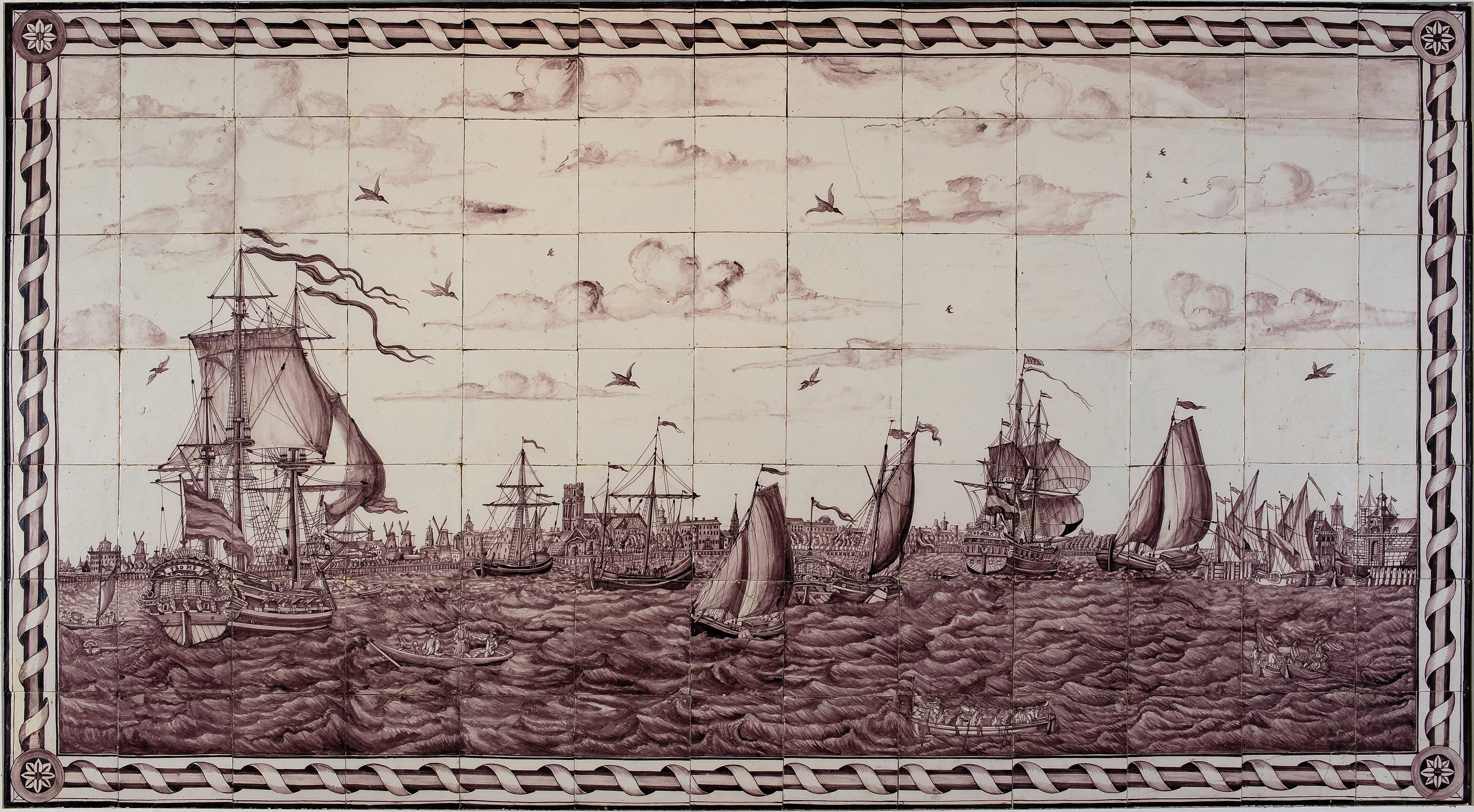
Tegeltableau Gezicht op Rotterdam